# Elephant (album)
Elephant là album phòng thu thứ tư của nhóm nhạc alternative rock Mỹ The White Stripes, được phát hành ngày 1 tháng 4 năm 2003 qua hãng đĩa V2 Records, thu hút phần lớn sự hoan nghênh từ phía giới phê bình âm nhạc và đạt thành công thương mại. Album nhận được đề cử Album của năm và đoạt giải "Album Alternative xuất sắc nhất" trong lễ trao giải Grammy lần thứ 46. Elephant còn đạt vị trí thứ 6 trên Billboard 200 và đứng đầu UK Albums Chart.

## Danh sách ca khúc
Tất cả các ca khúc được viết bởi Jack White, ngoại lệ được ghi chú bên.
| STT | Nhan đề                                                                | Thời lượng |
| --- | ---------------------------------------------------------------------- | ---------- |
| 1.  | "Seven Nation Army"                                                    | 3:52       |
| 2.  | "Black Math"                                                           | 3:04       |
| 3.  | "There's No Home for You Here"                                         | 3:44       |
| 4.  | "I Just Don't Know What to Do with Myself" (Burt Bacharach, Hal David) | 2:46       |
| 5.  | "In the Cold, Cold Night"                                              | 2:58       |
| 6.  | "I Want to Be the Boy to Warm Your Mother's Heart"                     | 3:21       |
| 7.  | "You've Got Her in Your Pocket"                                        | 3:40       |
| 8.  | "Ball and Biscuit"                                                     | 7:19       |
| 9.  | "The Hardest Button to Button"                                         | 3:32       |
| 10. | "Little Acorns" (Jack White, Mort Crim)                                | 4:09       |
| 11. | "Hypnotize"                                                            | 1:48       |
| 12. | "The Air Near My Fingers"                                              | 3:40       |
| 13. | "Girl, You Have No Faith in Medicine"                                  | 3:18       |
| 14. | "Well It's True That We Love One Another"                              | 2:43       |

| Japan edition bonus tracks | Japan edition bonus tracks       | Japan edition bonus tracks |
| STT                        | Nhan đề                          | Thời lượng                 |
| -------------------------- | -------------------------------- | -------------------------- |
| 15.                        | "Who's to Say" (Dan John Miller) | 4:36                       |
| 16.                        | "Good to Me" (Brendan Benson)    | 2:07                       |

## Xếp hạng và chứng nhận
| Bảng xếp hạng (2003)           | Vị trí cao nhất |
| ------------------------------ | --------------- |
| Australian ARIA Albums Chart   | 4               |
| Belgian Albums Chart           | 3               |
| Canadian Albums Chart          | 5               |
| Dutch Albums Chart             | 24              |
| French Albums Chart            | 3               |
| German Albums Chart            | 27              |
| Irish Albums Chart             | 1               |
| New Zealand RIANZ Albums Chart | 2               |
| Norwegian Albums Chart         | 1               |
| Swedish Albums Chart           | 1               |
| UK Albums Chart                | 1               |
| U.S. Billboard 200             | 6               |

| Quốc gia    | Đơn vị    | Chứng nhận  | Doanh số   |
| ----------- | --------- | ----------- | ---------- |
| Úc          | ARIA      | Bạch kim    | 70.000+    |
| Canada      | CRIA      | 2× Bạch kim | 200.000+   |
| Châu Âu     | IFPI      | Bạch kim    | 2.000.000+ |
| Pháp        | SNEP/IFOP | n/a         | 300.000+   |
| Đức         | IFPI      | Vàng        | 100.000+   |
| Hà Lan      | NVPI      | Vàng        | 35.000+    |
| New Zealand | RIANZ     | Bạch kim    | 15.000+    |
| Thụy Điển   | IFPI      | Vàng        | 300.000+   |
| UK          | BPI       | 2× Bạch kim | 600.000+   |
| Hoa Kỳ      | RIAA      | Bạch kim    | 1.900.000+ |

| Thông tin đĩa đơn |
| --- |
| "Seven Nation Army" - Phát hành: 13 tháng 5 năm 2003 - Vị trí xếp hạng: - 7 (UK Singles Chart) - 76 (U.S. Billboard Hot 100) - 1 (U.S. Modern Rock Tracks) - 12 (U.S. Mainstream Rock Tracks) |
| "I Just Don't Know What to Do with Myself" - Phát hành: tháng 9 năm 2003 - Vị trí xếp hạng: - 13 (UK Singles Chart) - 25 (U.S. Modern Rock Tracks)                                            |
| "The Hardest Button to Button" - Phát hành: 9 tháng 12 năm 2003 - Vị trí xếp hạng: - 23 (UK Singles Chart) - 8 (U.S. Modern Rock Tracks)                                                      |
| "There's No Home for You Here" - Phát hành: 2004 - Vị trí xếp hạng: - không có |